# 스티븐 다니엘
스티븐 다니엘(Steven Daniel)은 미국의 배우, 텔레비전 배우이다.
하트퍼드에서 태어났다.

## 영화
- 리스트 라이크리 캔디데이트 (2004년)
- 사랑하고 싶은 그녀 (1999년)